# Стефан Братковський
Стефан Тадеуш Александр Братковський (пол. Stefan Tadeusz Aleksander Bratkowski; нар. 22 листопада 1934, Вроцлав, Польща — 18 квітня 2021) — польський письменник, редактор і журналіст, історик, дисидент соціалістичного спрямування. Активіст руху Солідарність. У 1980–1981 і 1989–1990 — голова Спілки польських журналістів, потім — почесний голова. У Третій Речі Посполитій — публіцист і організатор ЗМІ.

## «Партійно-журналістська фронда»
Народився в сім'ї дипломата і військового розвідника. З 1936 жив в Варшаві. Після придушення Варшавського повстання в 1944 кілька років поневірявся по Польщі, виховувався в дитячому будинку.
У 1949 Стефан Братковський став членом Спілки польської молоді. У 1954 вступив в ПОРП. Восени 1956 закінчив Ягеллонський університет. Займався громадською діяльністю по « комсомольській» лінії, був організатором з'їзду Революційного союзу молоді в Варшаві. У 1956—1957 перебував в ЦК Союзу соціалістичної молоді.
Стефан Братковський дотримувався ідей демократичного соціалізму. У 1954 він організував молодіжний дискусійний клуб, в 1956 учасники клубу пройшли несанкціонованим маршем по Кракову. Братковський входив в редколегію суспільно-політичного журналу Po prostu, який вважався в середині 1950-х рупором «студентської фронди», органом громадської підтримки «ліберального» — на той політичний момент — курсу Владислава Гомулки. Видання активно пропагувало ідеї виробничого самоврядування, Братковський виступав за «ринковий соціалізм» з урахуванням західного економічного досвіду, критикував господарську неефективність планової системи ПНР. У 1957, при першій же жорсткості політики Гомулки, журнал був закритий.
З травня 1970 Стефан Братковський редагував Życia i Nowoczesności, додаток до партійної газеті Życia Warszawy (Життя Варшави). У 1973 видання було закрито як політично неблагонадійне. У 1971–1974 Стефан Братковський був також директором Лабораторії комп'ютерного прогнозування науково-виробничого центру. Після звільнення кілька років залишався без роботи.
Стефан Братковський займався історичними дослідженнями (наприклад, військово-інженерною стороною діяльності Тадеуша Костюшка). Зблизився з дисидентським рухом. Брав участь в діяльності Летючого університету, поширював книги незалежного видавництва Nowa, виступав на польській секції Радіо «Вільна Європа». Залишаючись марксистом і соціалістом, Братковський орієнтувався на «ревізіоністські» течії в апараті ЦК КПРС, зокрема, на твори Олександра Ципко.

## Журналістика «Солідарності»
У 1980 Стефан Братковський активно приєднався до «Солідарності». На цій хвилі був обраний головою Спілки польських журналістів. Вважався представником КОС-КОР (Комітет захисту робітників) в медіа-середовищі. Братковський багато зробив для зняття інформаційних заборон і введення фактичної свободи друку в Польщі 1981. Був виключений з ПОРП. 
 Друкувалося практично все, що могло прийти в голову журналістові або редактору. 
 У той же час Братковський не належав до радикального крила «Солідарності», був противником конфронтації з ПОРП. У грудні 1981 він фактично засудив Радомську платформу. 
 Якщо хтось не може не виступати в дусі «це є наш останній», нехай говорить таке на іменинах у тещі, де його слова не записують на магнітофон. Мова йде не про «останній бій», а про складний процес реформ. Стефан Братковський 
 Після введення воєнного стану Стефан Братковський працював в нелегальному журналістському союзі, співпрацював з рухом контркультури, організовував нелегальні семінари, фестивалі бардівської пісні. У 1987 Братковський організував так звану «Групу 60-ті» — збори інтелектуалів «Солідарності». Він ефективно підтримував зв'язки нелегальної «Солідарності» зі світовою пресою.
В 1988, на хвилі масових протестів, Стефан Братковський увійшов до Цивільного комітету «Солідарності», очолюваний Лехом Валенсою. Був учасником Круглого столу, займався питаннями легалізації опозиційних ЗМІ. У 1989 знову став головою Спілки польських журналістів, з 1990 — почесним головою. Був одним із засновників популярного видання Адама Міхніка Gazeta Wyborcza (Газета Виборча) і видавництва Agora.

## У нових польських ЗМІ
У Третьої Речі Посполитій Стефан Братковський продовжував активно займатися політичною публіцистикою. У 1991 він став головою Фонду «Прес-центр країн Центральної та Східної Європи», з 2007 очолив раду Фонду. Редагує соціальний портал незалежної журналістики Studio Opinii. Входить в наглядову раду Асоціації працівників і друзів польської секції «Радіо Вільна Європа».
Стефан Братковський — член Спілки польських письменників, почесний член Спілки польських художників і дизайнерів. Входить в редакційну раду польського російськомовного журналу « Нова Польща». Входив до керівництва Центру моніторингу свободи преси. Був ведучим радіопрограм.
У 2011 Стефан Братковський нагороджений Командорським хрестом Ордена Відродження Польщі. Лауреат премії А. Д. Сахарова. Має нагороду ПЕН-клубу.
Стефан Братковський — автор ряду художніх та історико-публіцистичних творів.